# Головко, Арсений Григорьевич
Арсе́ний Григо́рьевич Головко́ (10 (23) июня 1906 — 17 мая 1962) — советский флотоводец, адмирал (1944). Командующий Северным флотом (1940—1946).

## Биография

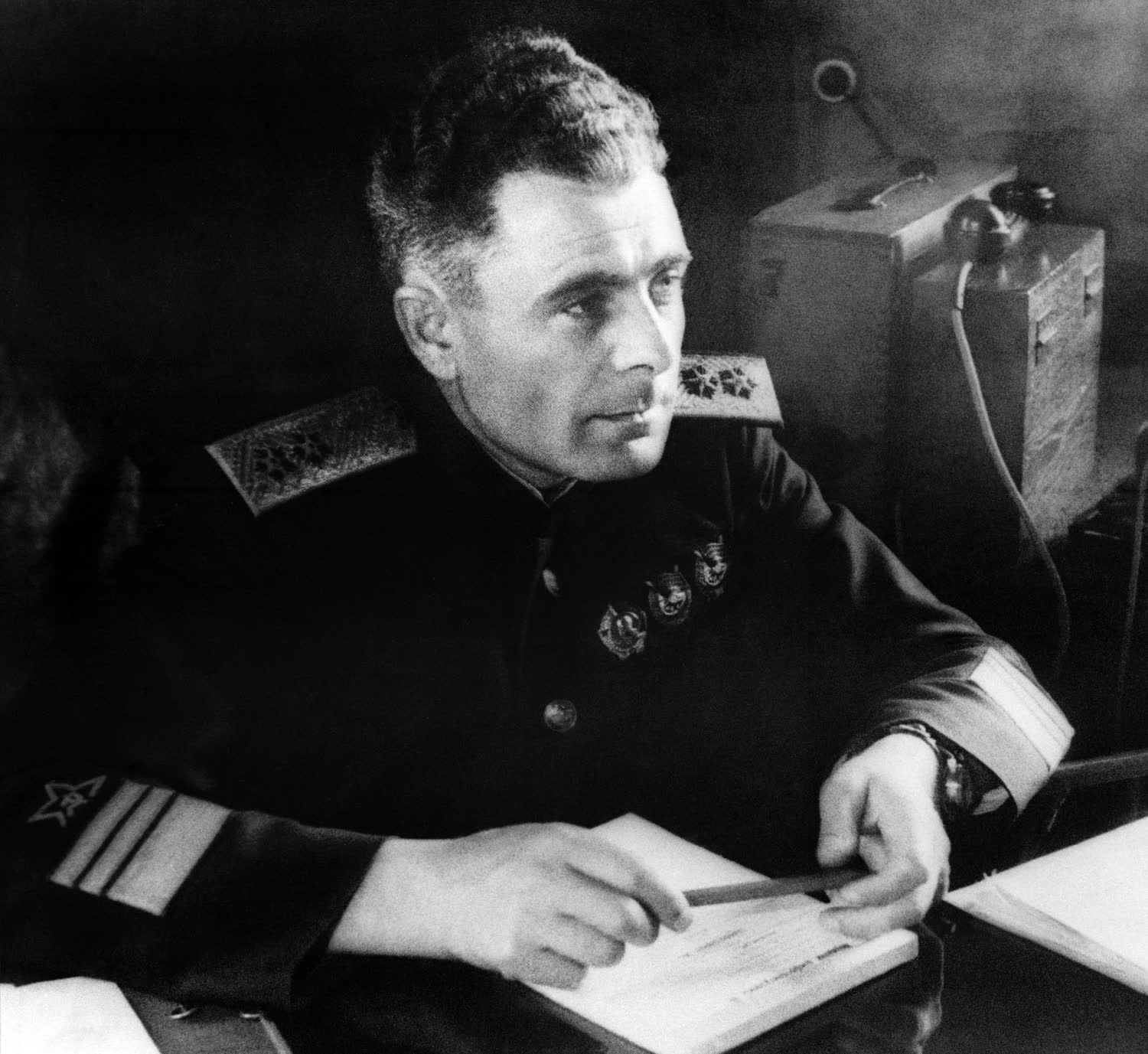
Головко в кабинете, 1944 г.

Родился 10 (23) июня 1906 года в станице Прохладная (ныне город Прохладный, Кабардино-Балкария). Из казаков Терского казачьего войска. Окончил церковно-приходскую школу и один класс высшего начального училища. Из-за начавшейся гражданской войны прервал учёбу и работал в поле с отцом. В 1920 году одним из первых вступил в комсомол в своей станице. С 1922 года учился на рабфаке в Ростове-на-Дону. В 1925 году приехал в Москву, и начал учиться в Тимирязевской сельскохозяйственной академии, но через несколько месяцев, 5 ноября 1925 года, по комсомольскому набору был призван на флот.
В Рабоче-Крестьянском Красном флоте с 1925 года. Образование получил в Военно-морском училище имени М. В. Фрунзе (окончил в мае 1928), на Специальных курсах комсостава (1931) и в Военно-морской академии имени К. Е. Ворошилова (1938). В 1927 году принят в ВКП(б).
С мая 1928 года — вахтенный командир эсминца «Фрунзе» Морских Сил Чёрного моря. С ноября 1928 года — штурман канонерской лодки «Ленин». С ноября 1929 по май 1930 года — штурман группы канонерских лодок Каспийской флотилии. С мая 1931 года — дивизионный минер 3-го дивизиона эскадренных миноносцев Морских сил Балтийского моря. С ноября 1931 года — преподаватель на специальных курсах командного состава РККФ. С марта 1932 года — флагманский минёр бригады траления и заграждения Морских сил Дальнего Востока, с января 1933 года — начальник штаба отряда торпедных катеров особого назначения, с декабря 1934 года — командир бригады торпедных катеров Тихоокеанского флота, с мая 1935 года — начальник штаба этой бригады.
В августе 1936 года поступил в Военно-морскую академию. Добровольцем вызвался для участия в Гражданской войне в Испании, где находился в должности советника командира военно-морской базы в порту Картахены. После возвращения в СССР продолжил учёбу в академии.
После её окончания с мая 1938 года — начальник штаба Северного флота, с июня 1938 года — командир дивизиона эсминцев Северного флота, с июля 1938 года — командующий Каспийской военной флотилией, с июля 1939 года — командующий Краснознамённой Амурской военной флотилией.
С июля 1940 по апрель 1946 года командовал Северным флотом. 17 июня 1941 года под свою ответственность принял решение перевести флот в боевую готовность № 2 из-за участившихся разведвылетов немецкой авиации над базами флота. Бессменно командовал Северным флотом на протяжении всей Великой Отечественной войны. Под его руководством флот участвовал в обороне Мурманска и в обороне всего Советского Заполярья, в обеспечении проводки северных морских конвоев союзников и внутренних конвоев, в борьбе на коммуникациях германских войск у Северной Норвегии, в Петсамо-Киркенесской наступательной операции.
С апреля 1946 года — заместитель начальника, с февраля 1947 года — начальник Главного штаба ВМФ — заместитель Главнокомандующего Военно-Морским флотом СССР. С марта 1950 года — начальник Морского Генерального штаба — первый заместитель военно-морского министра СССР. В начале 1951 года заместитель военно-морского министра — главный инспектор ВМС адмирал Г. И. Левченко подал на имя И. В. Сталина записку с критикой положения дел в Военно-морском министерстве, в которой в числе прочих недостатков было отмечено и то, что ввиду частых болезней министра адмирала И. С. Юмашева Головко фактически захватил власть в министерстве, но должным образом организовать его работу не может, важнейшие вопросы не решаются месяцами. По данному поводу 13—14 июля 1951 года состоялся Главный военный совет ВМФ с участием И. В. Сталина, руководителей ВКП(б) и Военного министерства СССР. По итогам работы Главного военного совета ВМФ был снят с должности военно-морской министр адмирал И. С. Юмашев, но о А. Г. Головко Сталин высказался положительно, хотя и довольно резко критиковал его, в результате он был оставлен в прежней должности.
С августа 1952 года — командующий 4-м военно-морским флотом на Балтийском море, с января 1956 года — командующий Балтийским флотом. В октябре 1955 года командовал отрядом советских кораблей, впервые со времён войны совершившим официальный визит в Великобританию.
В ноябре 1956 года назначен первым заместителем Главнокомандующего ВМФ. В результате испытаний ядерного оружия на Новой Земле, согласно некоторым предположениям, заболел лучевой болезнью.
Депутат Верховного Совета РСФСР 3-го и 5-го созывов (1951—1955, 1959—1962) и Верховного Совета СССР 2-го созыва (1946—1950).
Умер 17 мая 1962 года в Москве на 56-м году жизни. Похоронен на Новодевичьем кладбище (участок № 1).

## Награды
- четыре ордена Ленина (24.07.1943, 01.05.1944, 15.11.1950, 30.06.1956)
- четыре ордена Красного Знамени (02.03.1938, 13.08.1941, 10.11.1945, 30.12.1956)
- два ордена Ушакова I степени (25.09.1944, 28.06.1945)
- орден Нахимова I степени (2.11.1944)
- два ордена Красной Звезды (3.11.1944[10], 17.06.1961)
- медаль «За оборону Советского Заполярья» (1944)
- другие медали СССР
- Кавалер Большого креста ордена Святого Олафа (Норвегия, 1946)
- Золотая Партизанская звезда (Югославия, 5.08.1946)
- Орден Братства и единства с золотым венком (Югославия, 5.08.1946)
- Командор со звездой ордена Возрождения Польши

## Воинские звания
- Капитан 1-го ранга (04.07.1939)[источник не указан 1436 дней]

Могила А. Г. Головко на Новодевичьем кладбище.

- Флагман 2-го ранга (29.07.1939)
- Контр-адмирал (4.06.1940)
- Вице-адмирал (16.09.1941)
- Адмирал (31.03.1944)

## Сочинения
- Первые дни. — М.: Воениздат, 1958.
- Потомству — в пример [Из дневников 1941-1945 гг.]. — М., 1960.
- Вместе с флотом. — М.: Воениздат, 1960[11].

## Память

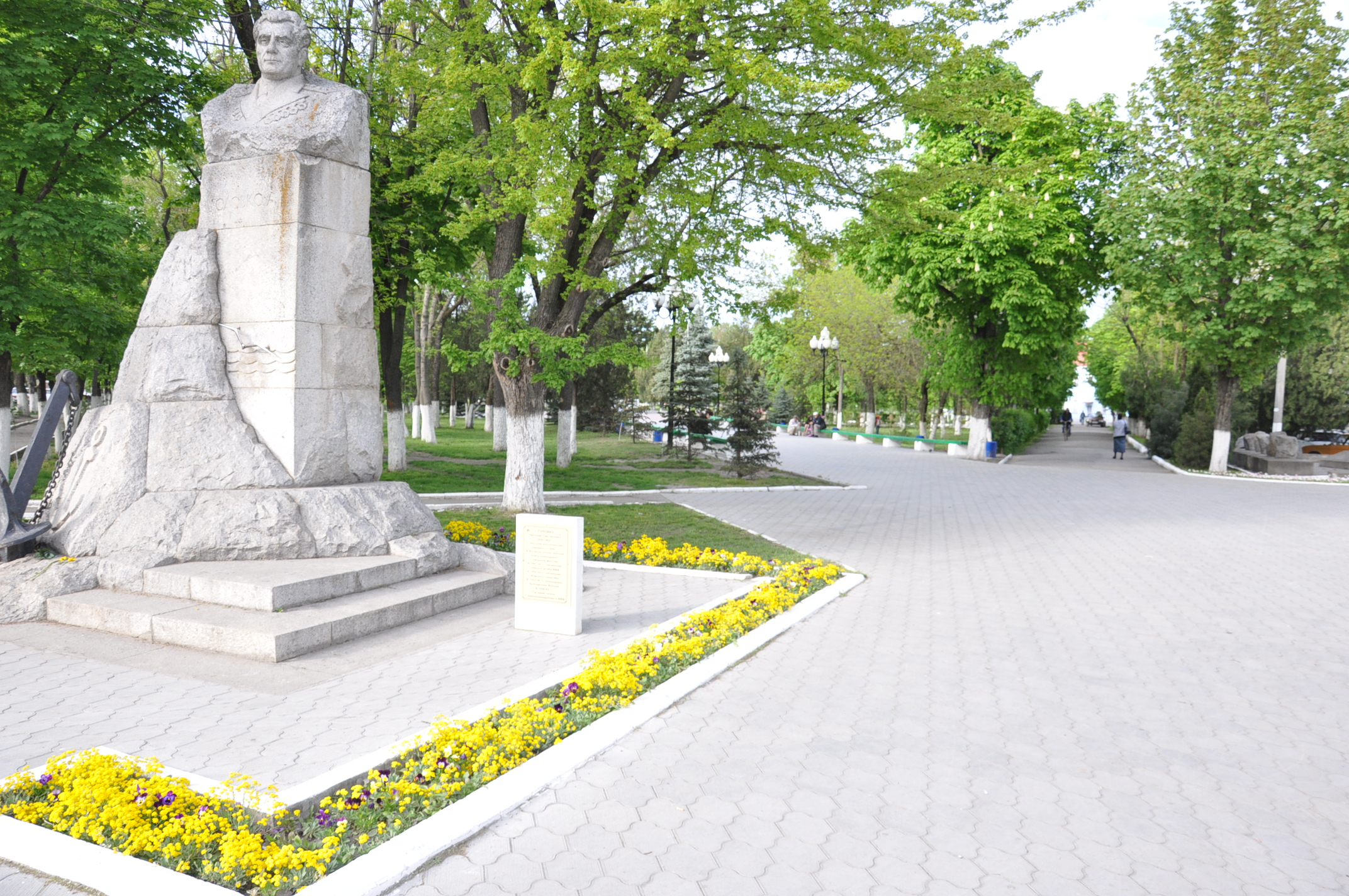
Памятник А. Г. Головко в городе Прохладном.

- В городе Прохладный именем А. Г. Головко названы средняя школа № 4[12]. В одном из скверов в центре города установлен памятник адмиралу.
- Имя А. Г. Головко носит одна из основных магистралей Нальчика, улицы в городе Прохладном, в Североморске, Балтийске, в городе Кривой Рог (Днепропетровская область, Украина)[13], в селе Верхний Куркужин.
- Его именем были названы ракетный крейсер Черноморского флота «Адмирал Головко» (в строю в 1962—2002 годах)[14] и фрегат «Адмирал Головко» (в строю 2023-н.в.)[15].
- Памятник установлен в Нальчике (Кабардино-Балкария)[16].

## Фильмы
- Документальный фильм «Незамерзающий порт надежды», автор и режиссёр Дарья Хренова, 2022 год[17].
- Документальный фильм «Дневник адмирала Головко», автор и режиссёр Ирина Мороз, 2008 год[18].
- В телесериале 2018 года «Чёрные бушлаты» роль адмирала Головко (в фильме — Головина) сыграл актёр Александр Робак.

## Семья
Супруга — актриса Кира Николаевна Головко (1919—2017).
- Дочь — актриса Наталья Арсеньевна Головко, в 1974 году окончила Школу-студию МХАТ (курс А. М. Карева)[19], играла на сцене МХАТ
  - внук — актёр Кирилл Александрович Головко-Серский[20] (род. 21 июня 1975).
- Сын — офицер ВМФ, капитан 1-го ранга Михаил Арсеньевич Головко, в 1971 году окончил ВВМУ им. М. В. Фрунзе, в 1978 году — Военно-морскую академию. Служил на Черноморском и Северном флотах, затем в Москве в редакции журнала «Морской сборник».